# 2549 Baker
2549 Baker este un asteroid din centura principală, descoperit pe 23 octombrie 1976 de Harvard Observatory.